# 1993년 롯데 자이언츠 시즌
1993년 롯데 자이언츠 시즌은 롯데 자이언츠가 KBO 리그에 참가한 12번째 시즌이며, 강병철 감독이 팀을 이끈 2번째 임기의 마지막 시즌이다. 팀은 신인들의 부진, 박정태 등 주전들의 부상과 노장의 쇠퇴현상이 두드러지면서 8팀 중 정규시즌 6위에 그쳐 포스트시즌 진출에 실패했는데  1991년 롯데에 입단한 뒤 그 해 11승(7선발승)을 기록한 김태형이   지병인 간염의 악화 탓인지 전년도인 1992년 3선발승, 이 해(1993년) 1선발승으로 추락하여 김태형 등 좌완투수가 2선발승 이상 기록하지 못했다.

## 타이틀
- 강우콜드 노히트노런: 박동희 (1호)
- KBO 골든글러브: 전준호 (외야수)
- 올스타 선발: 윤학길 (투수), 전준호 (외야수)
- 올스타전 추천선수: 윤형배, 박동희, 강성우, 공필성, 박계원
- 출장(타자): 박계원 (126)
- 도루: 전준호 (75)
- 완투: 윤학길 (12)
- 완봉: 윤학길, 윤형배, 박동희 (4)
- 이닝: 윤학길 (203)
- 상대한 타자 수: 윤학길 (836)

### 퓨처스리그
- 2루타: 박기복 (10)

## 선수단
- 선발투수: 윤학길, 윤형배, 김상현, 염종석, 박동희
- 구원투수: 이상번, 가득염, 김태형, 곽재성, 김력, 박동수
- 마무리투수: 서호진, 김태석, 고성범, 김청수, 윤동배, 김종석, 김정훈
- 포수: 고정식, 전호근, 정호진, 강성우, 안명호, 김선일
- 1루수: 김민호, 이지환, 송태일
- 2루수: 박정태, 김민재
- 유격수: 박계원, 박지환
- 3루수: 공필성, 김미호
- 좌익수: 김종헌, 최계영, 김상우
- 중견수: 전준호
- 우익수: 이종운, 한영준, 조성옥
- 지명타자: 김응국, 강현철, 이태환, 박기복, 조규철, 권재광

## 여담
- 박동희는 5월 13일 쌍방울 레이더스와의 경기에서 6회 강우 콜드로 경기가 끝날 때까지 안타를 1개도 맞지 않아 KBO 최초의 강우콜드 노히트노런을 달성했다. 다만 이 경우는 공식 기록으로는 인정되지 않는다.
- 팀은 시범경기에서 한 경기도 이기지 못했다.
- 전준호는 후반기 46도루 18 도루실패로 KBO 리그 역대 단일 시즌 후반기 최다 기록을 세웠다.
- 팀은 완봉 14회로 KBO 리그 역대 단일 시즌 팀 최다 완봉 기록을 세웠다.
- 전준호는 25번의 도루 실패를 기록하여 KBO 리그 역대 단일 시즌 최다 도루 실패 기록을 세웠다.
- 전준호는 2루타 3개에 그쳐 KBO 리그 역대 단일 시즌 규정 타석 충족 타자 중 최소 기록을 세웠다.
- 윤학길은 이 시즌 쌍방울 레이더스와의 경기에서 2루타 12개를 허용하여 단일 시즌 쌍방울 레이더스와의 경기에서 최다 2루타를 허용한 선수가 되었다.

## 특이 사항
- 쌍방울 레이더스와 태평양 돌핀스의 부진으로 인해 전체적으로 승률 인플레이션이 일어났다. 이 시즌 롯데는 승률 0.496을 기록했음에도 6위에 그쳤다.
- 이 시즌 롯데는 팀 홈런 총 29개를 쳐 역대 한 시즌 최소 팀 홈런 기록을 세웠으며 시즌 뒤 장종훈 이종두 등[3]  강타자 확보에 열을 올렸으나 이에 걸맞는 대어급의 방출이 어려워 좌절됐다.
- 전준호는 25개의 도루 실패로[4] 역대 단일 시즌 최다 도루 실패 타이 기록을 세웠다.
- 박동희는 4완투승을 모두 완봉승(강우 콜드 노히트노런 1개 포함)으로 거두었는데[5][6][7][8]  역대 저실점 완투경기를 모두 완봉승으로 거둔 투수 중 최고 기록이다.